# Greg Carroll
Gregory John „Greg“ Carroll (* 10. November 1956 in Gimli, Manitoba) ist ein ehemaliger kanadischer Eishockeyspieler, der im Verlauf seiner aktiven Karriere zwischen 1974 und 1980 unter anderem 131 Spiele für die Washington Capitals, Detroit Red Wings und Hartford Whalers in der National Hockey League (NHL) sowie 155 weitere für die Cincinnati Stingers und New England Whalers in der World Hockey Association (WHA) auf der Position des Centers bestritten hat.

## Karriere
Carroll verbrachte seine Juniorenzeit zunächst in der Saison 1973/74 in der unterklassigen Juniorenliga Alberta Junior Hockey League (AJHL) bei den Edmonton Canadians. Anschließend wechselte der Stürmer im Sommer 1974 in die höherklassige Western Canada Hockey League (WCHL), wo er zwei Jahre lang für die Medicine Hat Tigers spielte. Nachdem er in seinem ersten Jahr in 73 Partien insgesamt 64 Scorerpunkte gesammelt hatte, bildete er in der folgenden Spielzeit gemeinsam mit Bob Murdoch und Morris Lukowich eine der besten Angriffsformationen der Liga. Carroll verbuchte in 80 Begegnungen 186 Punkte. Seine 171 Torbeteiligungen in der regulären Saison bescherten ihm hinter Bernie Federko den zweiten Platz in der Scorerwertung und die Berufung ins Second All-Star Team der Liga. In der Folge wurde der 19-Jährige sowohl im NHL Amateur Draft 1976 in der ersten Runde an 15. Stelle von den Washington Capitals aus der National Hockey League (NHL) als auch im WHA Amateur Draft 1976 in der zweiten Runde an 16. Position von den Cincinnati Stingers aus der zu dieser Zeit mit der NHL in Konkurrenz stehenden World Hockey Association (WHA) ausgewählt.
Im darauffolgenden Sommer entschied sich der Kanadier seine Profikarriere in der WHA bei den Cincinnati Stingers zu beginnen und war damit die höchstgezogene NHL-Draftwahl, die sich für die Konkurrenzliga entschied. In seiner Rookiespielzeit bei den Cincinnati Stingers erreichte Carroll 54 Scorerpunkte, wurde jedoch nach dem Ende der Saison 1976/77 gemeinsam mit Bryan Maxwell im Tausch für die Transferrechte an Mike Liut an den Ligakonkurrenten New England Whalers abgegeben. Dort bestritt der Angreifer bis zum Februar 1978 insgesamt 54 Partien, ehe er im Tausch für Ron Plumb wieder zu den Stingers transferiert wurde, wo er die Spielzeit schließlich beendete und danach aus seinem Vertrag entlassen wurde. Die Washington Capitals nutzten daraufhin ihr bestehendes NHL-Transferrecht an Carroll und verpflichteten ihn im September 1978 als sogenannten Free Agent  für ein Jahr.
Bei den Capitals fiel es dem Center jedoch schwer, sich dauerhaft zu etablieren. Nachdem er bis Anfang Januar 1979 lediglich 24 Partien für die Hauptstädter absolviert hatte, wurde er über die Waiver-Liste vom Ligakonkurrenten Detroit Red Wings ausgewählt, der damit den laufenden Vertrag bis zum Saisonende übernahm. Für Detroit kam Carroll regelmäßiger zum Einsatz und spielte im restlichen Saisonverlauf 36-mal für das Franchise. Dennoch verlängerten die Red Wings den Vertrag über die Saison 1978/79 hinaus nicht, sodass der Offensivspieler im Sommer 1979 abermals ein Free Agent wurde und bis Ende Oktober 1979 vereinslos blieb. Schließlich fand er in den Hartford Whalers – den einstigen New England Whalers aus der WHA – einen neuen Arbeitgeber, bei dem er die Spielzeit 1979/80 verbrachte und mit 32 Punkten in 71 Einsätzen sein bestes Jahr in der Liga spielte. Trotzdem beendete der 23-Jährige seine aktive Karriere im Anschluss an die Saison im Sommer 1980 vorzeitig.

## Erfolge und Auszeichnungen
- 1976 WCHL Second All-Star Team

## Karrierestatistik
(Legende zur Spielerstatistik: Sp oder GP = absolvierte Spiele; T oder G = erzielte Tore; V oder A = erzielte Assists; Pkt oder Pts = erzielte Scorerpunkte; SM oder PIM = erhaltene Strafminuten; +/− = Plus/Minus-Bilanz; PP = erzielte Überzahltore; SH = erzielte Unterzahltore; GW = erzielte Siegtore; 1 Play-downs/Relegation; Kursiv: Statistik nicht vollständig)